# دو لفزون كي كهاني (فلم)
دو لفزون كي كاهاني (بالإنجليزية: Do lafzon ki kahani)، تعني «قصة من كلمتين» هو فيلم درامي رومانسي هندي صدر سنة 2016، كتبه «جريش دهاميجا» وأخرجه «ديباك تيجوري»، من تصوير مُهانا كريشنا. فكرة الفيلم مقتبسة من فلم كوري صُدر سنة 2011 باسم «الملاكم». تضمنت مواقع التصوير كوالالمبور وماليزياوالهند. صدر الفيلم في جميع أنحاء العالم في 10 يونيو 2016.

## روابط خارجية
- مقالات تستعمل روابط فنية بلا صلة مع ويكي بيانات